# Surf Ski

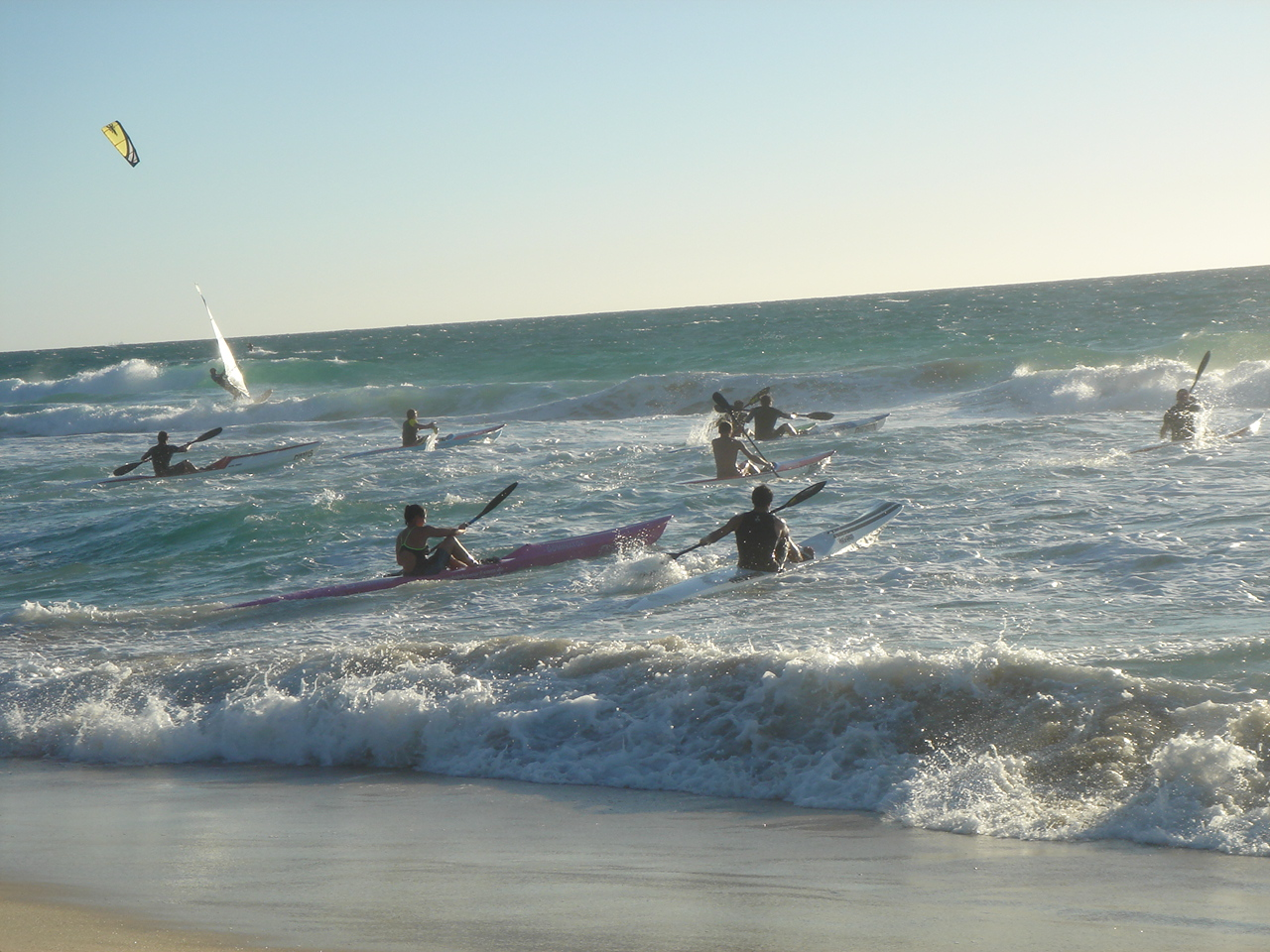
Surfskis in Australien

Ein Surf Ski (auch: Surfski) ist ein leichtes, durch Muskelkraft mit einem Doppelpaddel – Wingpaddel – angetriebenes Kajak mit einem offenen, selbstlenzenden  Cockpit. Dadurch wird der schnelle Wiedereinstieg und das sofortige Weiterpaddeln bei einer eventuellen Kenterung ermöglicht. Nicht zu verwechseln sind Surfskis mit Sit-on-Top-Kayaks. Surfskis werden zum Retten von Schwimmern im Meer (Life Saving Surfski) oder als Sportgerät im Meer oder in Binnengewässern benutzt (Long Distance Surfski).
Surf Skis sind länger als Rennkajaks und haben eine Breite von 53 - 43 cm. Dadurch sind die Surf Skis sehr schnell, je nach Ausführung auch kippstabil, und haben eine gute Manövrierfähigkeit. Die meisten Surf Skis werden aus mit Glas-, Kohlenstoff- (Carbon) oder Aramidfasern verstärktem Kunststoff (Kevlar) hergestellt, um das Gewicht zu minimieren.

Der Begriff „Ski“ beschreibt hier die dem alpinen Skisport artverwandte Fähigkeit der Ausnutzung von geneigten Flächen zur Geschwindigkeitssteigerung mit einem langen und schmalen Sportgerät. Mit einem Surfski reitet man Wellen ab, um lange Distanzen in offenen Gewässern möglichst schnell und gleichzeitig kräfteschonend zurückzulegen.
Surf Skis werden weltweit eingesetzt, meistens jedoch in den wärmeren Küstenregionen Australiens, Kaliforniens, Hawaiis, Neuseelands und Südafrikas. In Europa haben sie die größte Verbreitung in Großbritannien und Frankreich.

## Wettkämpfe
Surf-Ski-Wettkämpfe werden über Streckenlängen von 700 m bis ca. 20.000 m ausgetragen. Die meisten Sprintrennen sind in den Wettkämpfen der Rettungssportler eingebunden, wo auch Europa- und Weltmeistertitel vergeben werden. Mittlerweile werden auch einige Langdistanzrennen in Deutschland angeboten. Weltcuprennen finden bisher ausschließlich in Australien und Südafrika statt. Erfolgreichster deutscher Surf-Ski-Paddler auf der Langstrecke ist Mark Zabel.
Seit 2015 finden Weltmeisterschaften auf der 20 km Strecke statt. Weltmeister 2015 (in Portugal) und 2017 (in Hongkong) wurde jeweils der Australier Cory Hill. Die WM 2017 findet in Breizh, Frankreich statt.
Das bekannteste Rennen ist das Molokaʻi-Rennen auf Hawaii, welches als inoffizielle Weltmeisterschaft gilt. Hier wird seit 1976 jährlich im Mai der Ozean von der Insel Molokaʻi nach Oʻahu überquert (32 Meilen, ca. 51,5 km).